# Beate Pfannemüller
Beate Pfannemüller (* 6. September 1920 in Wiesbaden als Beate Beuteführ; † 18. Oktober 2008 in Freiburg i. Br.) war eine  deutsche Chemikerin, die besonders durch ihre Arbeiten auf dem Gebiet der Stärkechemie hervortrat. Sie war mit dem deutschen Arzt und Tropenmediziner Ludwig Pfannemüller verheiratet.

## Leben
Nach dem Abitur in Berlin 1939 und der Ableistung des Reichsarbeitsdienstes erhielt sie eines der wenigen Stipendien zum Auslandsstudium in den USA, konnte dieses aber wegen des Kriegsbeginns nicht wahrnehmen. Stattdessen begann sie, an der Universität in Berlin Chemie zu studieren und schloss das Studium 1944 mit einer Diplomarbeit bei Alfred Zetzsche über Carbodiimide ab. Im Jahr 1946 begann sie mit ihrer Doktorarbeit über die Sulfatierung von Xylanen bei Elfriede Husemann am Institut für Makromolekulare Chemie in Freiburg. Danach forschte und lehrte sie an dem Institut weiter und führte bis zu ihrem Eintritt in den Ruhestand 1985 eine große Arbeitsgruppe. Sie wurde international anerkannt für ihre Polysaccharidforschung und veröffentlichte eine große Zahl von Fachaufsätzen.

## Auszeichnungen
- 1988 wurde sie mit der Saare-Medaille für außergewöhnliche Leistungen und Verdienste auf dem Stärkegebiet ausgezeichnet.